# József Tóth (cestista)
József Tóth (1941 – 2014) è stato un cestista ungherese.

## Carriera
Con l'Ungheria ha disputato i Campionati europei del 1965.